# Cernătești (okręg Buzău)
Cernătești – wieś w Rumunii, w okręgu Buzău, w gminie Cernătești. W 2011 roku liczyła 1055 mieszkańców.